# T-Connection
T-Connection war eine aus Nassau, Bahamas stammende Disco-Funk-Gruppe. 

## Geschichte
Sie veröffentlichte 1976 ihre erste LP bei dem Label Dash/T.K., nachdem die Gruppe nach Miami, Florida umgezogen war. Rückgrat der Gruppe waren die Brüder Theophilus (Bass, Keyboard, Piano) und Kirkwood (Schlagzeug) Coakley sowie Anthony Flowers (Schlagzeug, Percussion) und David Mackey (Gitarre). Weitere Mitglieder waren Berkley van Byrd und Monty Brown.
Die Gruppe löste sich in den frühen 1980er Jahren auf. Die Rechte wurden an Capitol Records verkauft.

## Diskografie

### Alben
| Jahr | Titel Album          | Höchstplatzierung, Gesamtwochen, AuszeichnungChartplatzierungen (Jahr, Titel, Album, Platzierungen, Wochen, Auszeichnungen, Anmerkungen) | Höchstplatzierung, Gesamtwochen, AuszeichnungChartplatzierungen (Jahr, Titel, Album, Platzierungen, Wochen, Auszeichnungen, Anmerkungen) | Anmerkungen |
| Jahr | Titel Album          | US | R&B | Anmerkungen |
| ---- | -------------------- | --- | --- | ----------- |
| 1977 | Magic                | US109 (11 Wo.)US | R&B32 (11 Wo.)R&B | Dash/TK     |
| 1978 | On Fire              | US139 (11 Wo.)US | R&B40 (4 Wo.)R&B | Dash/TK     |
| 1978 | T-Connection         | US51 (19 Wo.)US | R&B20 (26 Wo.)R&B | Dash/TK     |
| 1980 | Totally Connected    | US188 (3 Wo.)US | R&B38 (10 Wo.)R&B | Dash/TK     |
| 1981 | Everything Is Cool   | US138 (8 Wo.)US | R&B31 (15 Wo.)R&B | Capitol     |
| 1982 | Pure & Natural       | US123 (10 Wo.)US | R&B31 (29 Wo.)R&B | Capitol     |
| 1984 | Take It To The Limit | — | R&B59 (7 Wo.)R&B | Capitol     |

Weitere Alben
- 1983: The Game of Life (Capitol)
- 1990: At Midnight - The Best of

### Singles
| Jahr | Titel Album                       | Höchstplatzierung, Gesamtwochen, AuszeichnungChartplatzierungen (Jahr, Titel, Album, Platzierungen, Wochen, Auszeichnungen, Anmerkungen) | Höchstplatzierung, Gesamtwochen, AuszeichnungChartplatzierungen (Jahr, Titel, Album, Platzierungen, Wochen, Auszeichnungen, Anmerkungen) | Höchstplatzierung, Gesamtwochen, AuszeichnungChartplatzierungen (Jahr, Titel, Album, Platzierungen, Wochen, Auszeichnungen, Anmerkungen) | Höchstplatzierung, Gesamtwochen, AuszeichnungChartplatzierungen (Jahr, Titel, Album, Platzierungen, Wochen, Auszeichnungen, Anmerkungen) | Anmerkungen |
| Jahr | Titel Album                       | UK | US | R&B | Dance | Anmerkungen |
| ---- | --------------------------------- | --- | --- | --- | --- | ----------- |
| 1976 | Disco Magic Magic                 | — | — | — | Dance16 (7 Wo.)Dance |             |
| 1977 | Do What You Wanna Do Magic        | UK11 (8 Wo.)UK | US46 (17 Wo.)US | R&B15 (16 Wo.)R&B | Dance1 (18 Wo.)Dance |             |
| 1977 | On Fire                           | UK16 (5 Wo.)UK | — | R&B27 (15 Wo.)R&B | Dance5 (19 Wo.)Dance |             |
| 1978 | Let Yourself Go On Fire           | UK52 (3 Wo.)UK | — | — | Dance7 (13 Wo.)Dance |             |
| 1979 | At Midnight T-Connection          | UK53 (5 Wo.)UK | US56 (6 Wo.)US | R&B32 (9 Wo.)R&B | Dance3 (19 Wo.)Dance |             |
| 1979 | Saturday Night T-Connection       | UK41 (6 Wo.)UK | — | R&B28 (13 Wo.)R&B | — |             |
| 1981 | Everything Is Cool                | — | — | R&B10 (16 Wo.)R&B | — |             |
| 1981 | Groove City Everything Is Cool    | — | — | R&B47 (11 Wo.)R&B | — |             |
| 1982 | A Little More Love Pure & Natural | — | — | R&B37 (13 Wo.)R&B | — |             |
| 1984 | Take It To The Limit              | — | — | R&B73 (7 Wo.)R&B | — |             |